# Феоктистонь Сандор
Феоктистонь Сандор (27 серпня 1928, село Заберезово, Краснослободський район, Мордовський округ — 6 вересня 2004, Саранськ, Мордовія, Російська Федерація) — мокшанський філолог та мовознавець, фіно-угрознавець, професор.
До галузі його наукових інтересів входили національна і загальнофіно-угорська лінгвістика, діалектологія, лінгвогеографія, лексикологія, історія формування мокшанської та ерзянської літературних мов.

## Життєпис
Народився в сім'ї мокшанця в селі Заберезово Краснослобідської району нині Республіки Мордовія. У 1949 році закінчив Краснослободське педагогічне училище, а в 1952 році Мордовський державний педагогічний інститут ім. А. І. Полежаєва (нині університет ім. М. П. Огарьова). Закінчив аспірантуру Інституту мовознавства АН СРСР в 1955 році. Після аспірантури працював в цьому ж інституті науковим співробітником сектора фінно-угорських мов. Протягом п'яти років був викладачем кафедри художнього перекладу Літературного інституту ім. А. М. Горького в Москві.
З 1986 по 1990 працював доцентом у Віденському університеті.
Надалі його наукова кар'єра була пов'язана з Мордовією.
У 1991 обраний доцентом кафедри мордовських мов Мордовського педагогічного інституту ім. М. Є. Євсев'єва, звідки на два роки був запрошений на викладацьку роботу в Будапештський університет, де йому було присвоєно звання професора.
З 1992 і до кінця життя працював професором кафедри мокшанської мови і кафедри фіно-угорського і порівняльного мовознавства Мордовського державного університету імені М. П. Огарьова.
Брав участь в більшості всесвітніх конгресів фіно-угрознавців, був членом Міжнародного товариства угорської філології, фіно-угорського літературного (Фінляндія) та Урало-Алтайського фіно-угорського товариств. З проблем історії та культури фіно-угорських народів Російської Федерації він запрошувався для читання лекцій в університети Австрії, Угорщини, Фінляндії.
Наукова спадщина Сандора становить близько 300 робіт, в тому числі 7 монографій, 4 словника і цілий ряд навчальних посібників.